# Retrat de Balduí de Lannoy
El retrat de Balduí de Lannoy és un petit quadre pintant a l'oli sobre taula del pintor primitiu flamenc Jan van Eyck, completat c. 1435. Mostra Balduí de Lannoy, un polític flamenc contemporani a l'autor que va ser ambaixador de Felip el Bo a la cort d'Enric V d'Anglaterra. Dels documents que sobreviuen se sap que el treball va ser encarregat per il·lustrar la seva entrada de Baudouin de Lanno a l'Orde del Toisó d'Or. Està en un posat formal, sostenint un pal de fusta a la mà dreta, i un anell d'or al dit petit. Els primers retrats de Van Eyck típicament mostren el personatge sostenint un emblema de la seva professió i de classe.

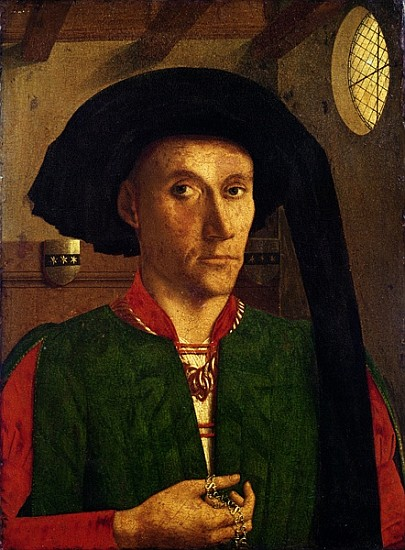
Retrat d'Edward Grimston, Petrus Christus, 1446. National Gallery, Londres. Christus va ser influït per Van Eyck, i aquest retrat va servir per a una funció similar a de Lannoy, la seva entrada a l'Orde del Toisó d'Or.

L'home va vestit amb robes cerimonials, amb el collar de l'Orde del Toisó d'Or al voltant del coll. El seu abric conté motius brodats d'or de color fosc, amb forma de fulles de roure o falgueres. La capa conté folre de pell de color vermell al coll i els canells. Porta un gran barret de feltre negre similar al que vesteix Giovanni Arnolfini al seu retrat de 1434 fet per Van Eyck. El pintor s'ha pres algunes llicències respecte a la realitat per accentuar les característiques del model. En particular, el cap de l'home està fora de proporció respecte al seu cos. No obstant això, l'artista no ha fet res per embellir el retrat, que presenta l'home com en realitat semblava, sense signes de la idealització pròpia de principis del segle xv.
El primer enregistrament on s'esmenta és com a part d'una col·lecció de còpies de retrats al Recull_d'Arras. Avui està exposat al Staatliche Museen, Gemäldegalerie, Berlín. L'anàlisi mitjançant raigs X data els anells de creixement en la fusta entre 1205 i 1383, i pertany al mateix arbre que la taula feta servir al seu Retrat de Giovanni Arnolfini (1438) i de l'Estigmatització de Sant Francesc de Filadèlfia (c. 1430-1432) normalment atribuïda a Van Eyck o al seu taller.